# Rue Leroy-Dupré
La rue Leroy-Dupré est une voie située dans le quartier du Bel-Air du 12e arrondissement de Paris.

## Situation et accès
Elle ne possède que deux numéros : le 42 et le 42 bis.
La rue Leroy-Dupré est desservie par la ligne 6 aux stations Picpus et Bel Air.

## Origine du nom
La rue tire son nom de celui d'un ancien  propriétaire, M. Leroy-Dupré, qui était banquier,.

## Historique
La rue Leroy-Dupré est ouverte et prend sa dénomination vers 1880. 

## Bâtiments remarquables et lieux de mémoire
- La rue débouche sur le terre-plein central du boulevard de Picpus et les voies de la ligne 6 du métro et au-delà sur l'hôpital Rothschild accessible par une passerelle enjambant les voies.